# Tito Quincio Capitolino Barbato
Tito Quincio Capitolino Barbato  fue político y militar romano del siglo V a. C. que fue cónsul en seis ocasiones: 471, 468, 465&, 446, 443 y 439 a. C.

## Familia
Tito era miembro patricio de la gens Quincia, una de las más antiguas de Roma. Acerca de sus padres y de su matrimonio nada se sabe, salvo que tenía un hijo del mismo nombre, el cual alcanzó el consulado en 421 a. C. El epíteto Capitolino podría estar en el asiento de la familia en la colina Capitolina.

## Primer consulado (471 a.C.)
En 471 a. C., Tito Quincio fue cónsul por primera vez con Apio Claudio Craso. Durante los conflictos sobre la ley Publilia, se opuso a su colega, firme defensor de los patricios y trató de conciliarse con los plebeyos, aplicando de esta forma la ley. A continuación, llevó a cabo la guerra contra los ecuos, y su gran popularidad con los soldados le permitió derrotar al enemigo, que no se atrevió a combatir a los romanos, lo cual le permitió a Quincio asolar el país. Distribuyó el inmenso botín adquirido en esta campaña entre todos los soldados.

## Segundo consulado (468 a.C.)
Durante su segundo consulado, el cual compartió con Quinto Servilio Estructo, de nuevo llevó una guerra contra volscos y ecuos, y por su actuación, guardando el campamento romano, que fue atacado por el enemigo durante la noche, después de la guerra fue honrado con un triunfo.

## Tercer consulado (465 a.C.)
En el año 465 a. C., la guerra contra ecuos y volscos continuaba, y Capitolino, que se había establecido en el monte Álgido, escuchó de los estragos que causaba el avance de los ecuos en territorio romano, regresó a Roma y pronunció ante sus conciudadanos un discurso contra la conducción de la guerra.
El Senado proclamó una justitium, y el cónsul marchó para proteger la frontera romana, pero como no alcanzó a enfrentarse con el enemigo, ya que durante ese periodo había sido derrotado por su colega Quinto Fabio Vibulano, Capitolino regresó a Roma cuatro días después de haberla dejado.
Posteriormente, una vez terminado su consulado, Capitolino continuó en el año siguiente en el ejército, actuando como legado.

## Cuarto consulado (446 a.C.)
El consulado le fue dado por cuarta vez en el año 446 a. C., junto con Agripa Furio Fuso. En medio de las luchas intestinas en Roma entre patricios y plebeyos, los ecuos y volscos tomaron, de nuevo, las armas, y comenzaron a hacer estragos en Lacio, y llegaron hasta cerca de los muros de la ciudad. El pueblo de Roma estaba demasiado distraído en sus luchas civiles para enfrentar esta amenaza, hasta que Capitolino logró disipar el descontento de la plebe, y realizó una llamada vibrante a defender la nación con toda la energía.
El mando supremo del ejército romano le fue dado con el consentimiento de su colega, y logró rechazar al enemigo tras una feroz contienda.

## Quinto consulado (443 a.C.)
En 443 a. C. Capitolino obtuvo su quinto consulado. En este año, se instituyó en Roma la censura. Mientras que su colega Marco Geganio Macerino estaba participando en una guerra contra Ardea, Capitolino continuó adquiriendo prestigio actuando como mediador entre los patricios y plebeyos.

## Sexto y último consulado (439 a.C.)
La extraordinaria sabiduría y moderación que había mostrado en todas sus magistraturas le hicieron merecedor de un sexto consulado (439 a. C.), junto con Agripa Menenio. Debido a la conspiración de Espurio Melio, Capitolino señaló la necesidad de nombrar a un dictador para hacer frente a esta situación; se le ofreció a él esta dignidad, pero Capitolino se negó por razón de su avanzada edad, recomendando que asumiera como dictador Lucio Quincio Cincinato, que fue en consecuencia elevado a este cargo.
La conspiración fue rápidamente aplastada, Cincinato renunció y entregó el poder al Senado.

## Últimas actuaciones
En el año 437 a. C., acompañó al dictador Mamerco Emilio Mamercino como legado en su campaña contra Fidenas, y unos años más tarde, se presentó para interceder por el hijo del dictador Cincinato, que fue juzgado ante la comitia, y gracias a su acción y la de Quincio, logró su absolución.